# Confrérie du Sanctissime Christ de la Pitié (Viveiro)
La Confrérie du Sanctissime Christ de la Piété est une des huit confréries qui participent aux cérémonies de la Semaine Sainte de Viveiro, en Espagne.

## Histoire
[style à revoir]Les "Illustres confréries du Rosaire et du Vénérable Tiers Ordre" ont partagé pendant plus de deux siècles[évasif] l'organisation des processions de la Semaine Sainte de Viveiro, jusqu'à ce que, à partir de 1944, elle soit ouverte à  la Confrérie du Sanctissime Christ de la Piété.
En plus d'apporter de nouveaux pasos, la Confrérie de la Piété a réalisé un important travail de communication, à l'aide de panneaux publicitaires dans toute la Galice. En 1947, elle a publié la première revue sur la Semaine Sainte de Viveiro, intitulée Avis. La campagne de communication est probablement à l'origine de l'affluence de visiteurs depuis la Galice et les Asturies, de la participation des habitants de Viveiro et des touristes étrangers[réf. nécessaire].
Plusieurs confréries dépendent de la Confrérie de la Piété. La première est fondée en 1947 avec la Fraternité de l'Arrestation. Elle est suivie en 1951 par la Fraternité des Sept Paroles et enfin, en 1953, par la Fraternité de la Sainte Croix ; cette dernière étant composée exclusivement de femmes.

## Processions
La Confrérie du Sanctissime Christ de la Pitié s'occupe de l'organisation de la Procession de la Passion, qui se déroule le Vendredi saint.

## Étendard
L'étendard de la Confrérie du Sanctissime Christ de la Piété a été confectionné par les religieuses conceptionistes (es) de Viveiro en 1944. Sa flamme est de velours noir, avec rebrodés en fil d'argent. Au centre sont représentés les instruments de la Passion du Christ : une couronne d'épines plantée de trois clous sur laquelle deux flèches forment une croix. Cet ensemble est bordé par une grande guirlande de feuilles et de fleurs. Dans la partie inférieure se trouve une onde centrale flanquée de deux bourdons et bordée de part et d'autre par deux motifs rectangulaires. Au revers de l'étendard, se trouve une inscription  également brodée de fil doré : « Confrérie du Santissime Christ de la Pitié » ainsi que la date de confection en chiffres romains (MCMXLIV).